# 3000
سنة 3000م هي سنة كبيسة تبدأ يوم الثلاثاء حسب التقويم الغريغوري